# Bezejovice
Bezejovice (Duits: Besejowitz) is een Tsjechische plaats in de gemeente Maršovice, regio Midden-Bohemen, en maakt deel uit van het district Benešov. Het dorp ligt op 4,5 kilometer afstand van Maršovice.
Bezejovice telt 9 inwoners (2021).

## Geschiedenis
De eerste schriftelijke vermelding van het dorp dateert van 1395.
Tijdens de Tweede Wereldoorlog was het dorp onderdeel van het militaire oefenterrein van de Waffen-SS Benešov. Op 31 december 1943 moesten de inwoners daarom noodgedwongen hun huizen verlaten. In 1949 werd Bezejovice, samen met Maršovice, ingedeeld bij het district Benešov.

## Verkeer en vervoer

### Autowegen
Er leidt een regionale weg naar het dorp.

### Spoorlijnen
Er is geen station in Bezejovice. Het dichtstbijzijnde station is in Bystřice, op zo'n vijf kilometer afstand. Vanaf daar vertrekken stop- en intercitytreinen naar Benešov, Praag, Tábor en Sedlčany.

### Buslijnen
Er is één bushalte naast het dorp:
| Halte                    | Lijn(en) | Traject(en)                         | Vervoerder(s) |
| ------------------------ | -------- | ----------------------------------- | ------------- |
| Bystřice, Mlýny, Rozchod | 757 759  | Benešov - Votice Benešov - Neveklov | CŠAD Benešov  |

## Galerij

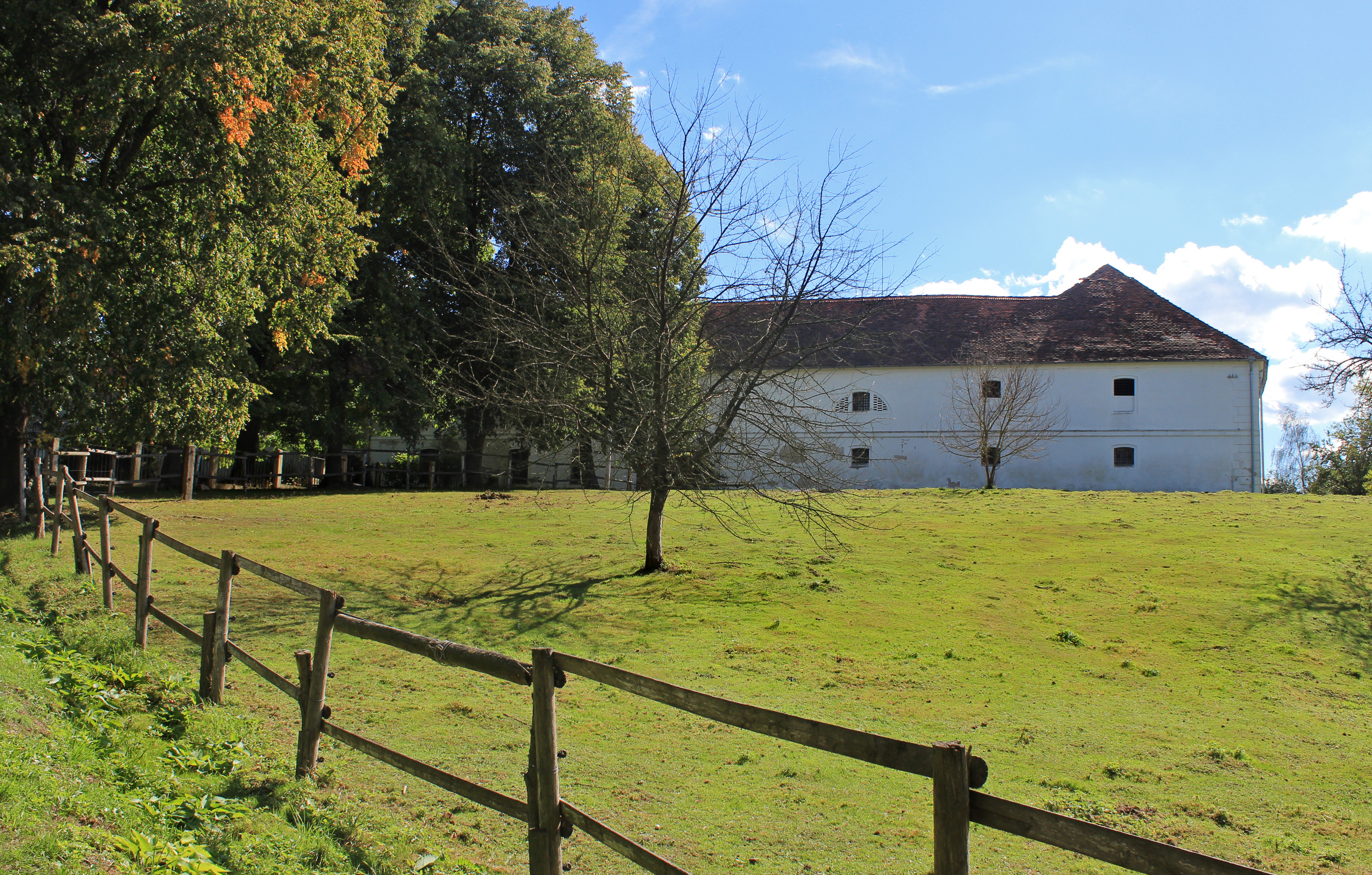
Huis in het dorp (2015)
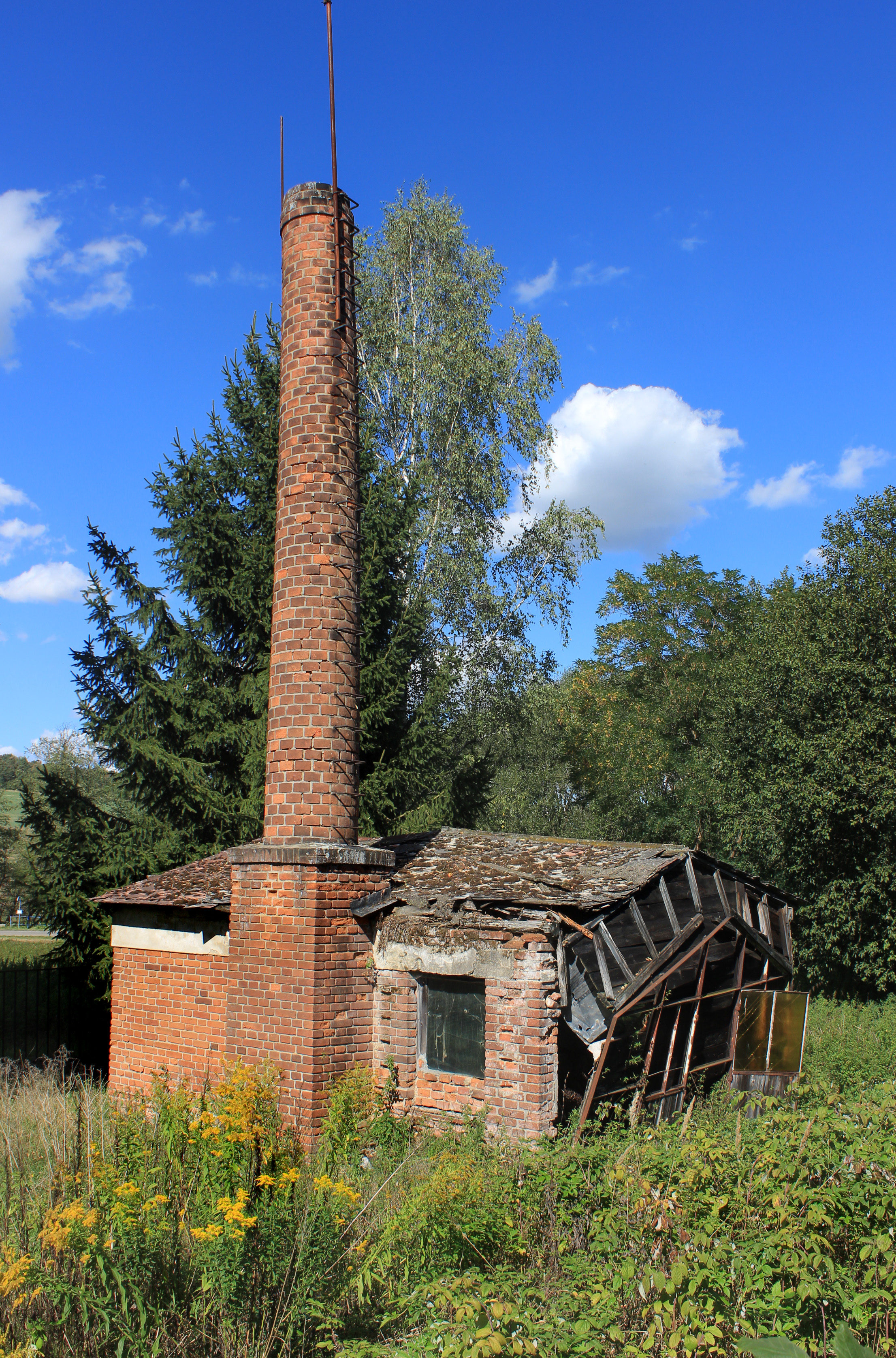
Industrieel gebouwtje (2015)